# Patissodes
Patissodes là một chi bướm đêm thuộc họ Crambidae.